# Justøybroen
Justøybroen (Justøybrua) er en 116 meter lang bro i Lillesand kommune i Agder fylke i Norge.  Broen krydser Blindleia mellem Justøya og fastlandet på fylkesvej 232.  Justøybroen blev åbnet 24. oktober 1949 og haver kun et kørefelt.

## Ekstern henvisning
Justøybrua Arkiveret 4. juli 2007 hos  Wayback Machine
58°13′26.95″N 8°21′07.103″Ø / 58.2241528°N 8.35197306°Ø